# خوزه ماریا الیویرا
خوزه ماریا الیویرا (اسپانیایی: José María Oliveira‎؛ زادهٔ ۱۹۳۴ میلادی) کارگردان فیلم، و فیلم‌نامه‌نویس اهل اسپانیا است.
وی یکی از نخستین اسپانیایی‌هایی بود که به کلیسای عیسی مسیح قدیسان آخرالزمان گروید و در سال ۱۹۶۶ در فرانسه غسل تعمید داده شد.
از فیلم‌هایی که وی در آن‌ها نقش داشته‌است، می‌توان به «گل‌های وحشت» و «مُرده، جسد و شیطان» اشاره نمود.